# 波吉爾齊
49°35′48″N 23°33′32″E / 49.59667°N 23.55889°E
波吉爾齊（烏克蘭語：Погірці），是烏克蘭西部的村莊，隸屬利維夫州的桑比爾區。該村始建於1357年，面積21.2平方公里，海拔高度296米，2001年人口1,634，人口密度每平方公里77.08人。